# Chiesa di San Giovanni Battista (Locarno)
La chiesa di San Giovanni Battista è un edificio religioso che si trova a Solduno, quartiere di Locarno in Canton Ticino.

## Storia
L'edificio venne consacrato nel 1385 ma subì sostanziali rimaneggiamenti nei secoli successivi: nel 1582, nel 1636 ed infine negli anni 1778-1789, quando venne demolita la pericolante navata (conservando però altre parti dell'edificio esistente, come ad esempio il coro).

## Descrizione
La pianta è a singola navata, con volta a botte e cupola. L'interno conserva diverse opere pittoriche di artisti locali e affreschi. Il coro presenta decorazioni a stucco eseguite nel 1630.

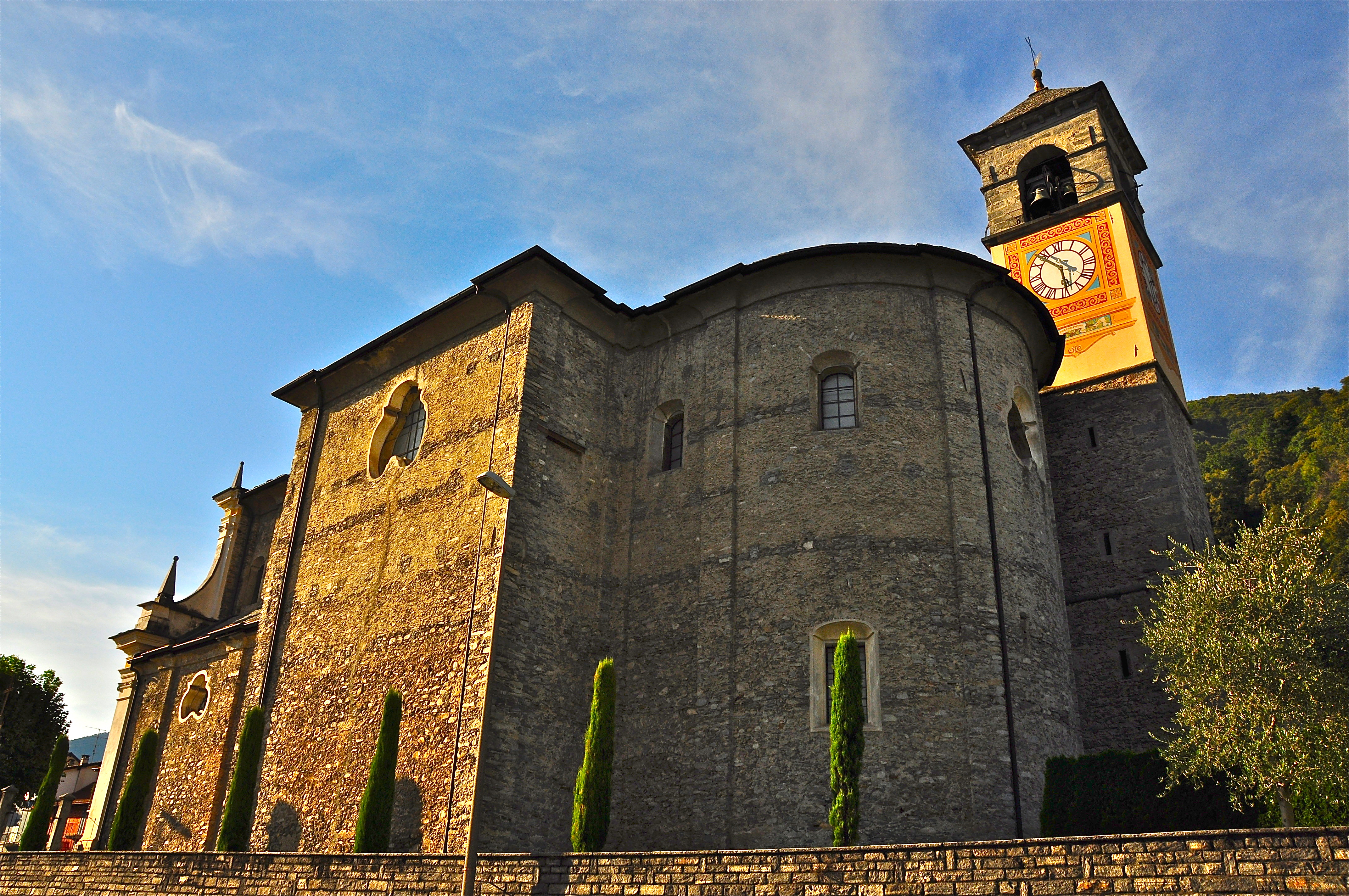
Abside e transetto

### Organo a canne
All'interno della chiesa, sulla cantoria in controfacciata, è posto l'organo di Giovanni Battista Reina costruito fra il 1711 e il 1717 e posto originariamente nella Collegiata di Locarno.
Nel 1819 l'organo fu venduto alla parrocchia di Solduno e trasferito nella chiesa di S. Giovanni Battista. In seguito, diversi rimaneggiamenti, compromisero l'impianto originario e portarono lo strumento al degrado e lo costrinsero al silenzio.
Un restauro filologico, eseguito fra il 2016 e il 2018, atto a ripristinare la fonica originaria, eseguito da Ilic Colzani ha permesso allo strumento di ritrovare voce. Si tratta di uno dei pochi esempi di strumento a due tastiere a sud delle Alpi.